# Osielsko
Osielsko is een dorp in de Poolse woiwodschap Koejavië-Pommeren. De plaats maakt deel uit van de gemeente Osielsko en telt 4478 inwoners.